# Директива 2014/68/ЕС
Директива 2014/68/ЕС за хармонизиране на законодателствата на държавите членки за предоставяне на пазара на съоръжения под налягане е европейска директива за предоставяне на пазара на съоръжения под налягане. Тя заменя по-старата директива 97/23/ЕО. Директивата се прилага при проектирането, производството и оценяването на съответствието на съоръженията под налягане и функционалните групи с максимално допустимо налягане (PS) по-голямо от 0,5 bar. Под „съоръжения под налягане“ се разбират съдове, тръбопроводи, устройства за безопасност (напр. предпазни вентили) и устройства под налягане. Устройствата за ограничаване на налягането не трябва да допускат временно превишаване на налягането над 10 % от максималното допустимо налягане за съда.
Директивата се прилага при съоръжения под налягане и функционални групи, които са нови за пазара на Съюза при пускането им на пазара; т.е. това са нови съоръжения под налягане и функционални групи, произведени от производител, установен в Съюза, или съоръжения под налягане и функционални групи, внесени от трета държава, независимо дали са нови или втора употреба.
Тя важи само за съоръжения под налягане, подложени на максимално допустимо налягане (PS) по-голямо от 0,5 bar. Съоръжение под налягане, което работи под налягане не повече от 0,5 bar, не представлява значителен риск.
Някои съоръжения под налягане с PS по-голямо от 0,5 bar не представляват значителен риск, свързан с налягането, или за тях важат други директиви, поради това те са изрично изключени, напр.:
- тръбопроводи за снабдяване, разпределяне и отвеждане на вода и съоръженията към тях
- аерозолни опаковки в обхвата на Директива 75/324/ЕИО на Съвета
- съоръжения под налягане, изработени от еластична обвивка, като пневматични гуми, въздушни възглавници, топки за игра, надуваеми лодки и др.
- бутилки или кутии за газирани напитки, предназначени за крайно потребление
- радиатори и тръбопроводи в отоплителни инсталации с вода

Устройствата под налягане са класифицирани (по категории от I до IV) въз основа на:
- максимално допустимо налягане PS,
- обема им V (при съдове) или номиналния им диаметър DN (при тръбопроводи),
- групата флуиди, за която са предназначени:
  - група 1 (опасни вещества – запалими, оксидиращи, пирофорни, токсични и др.)
  - група 2 (такива, които не влизат в група 1)

Категорията се отчита от диаграми, приложени към директивата. Устройствата за безопасност (предпазните вентили и др.) са класифицирани на практика винаги в най-високата категория IV.
- Категория на съдовете при газове (група 1)
- Газове (група 2)
- Течности (група 1)
- Течности (група 2)
- Съоръжения, нагрявани с пламък, за водна пара и топла вода над 110°C и тенджери под налягане

В зависимост от категорията са дефинирани т. нар. „модули“, по които се извършва проверка на съответствието, напр.:
- Модул A: Вътрешен производствен контрол
- Модул B: ЕС изследване на типа
- Модул F: Съответствие с типа въз основа на проверка на съоръжението под налягане
- Модул G: Съответствие въз основа на проверка на единичен продукт

Когато се установи съответствие с изискванията на директивата, се нанася маркировката „CE“ и се издава ЕС декларация за съответствие от производителя на изделието. При по-високите категории нотифициран орган издава сертификат за съответствие по отношение на извършените изследвания. Върху съоръженията под налягане или върху табела, здраво закрепена за съоръженията, се нанася информация, дефинирана от директивата (маркировка CE, година на производството, сериен номер, обем V или номинален диаметър DN, PS, TS, налягане, при което е извършено изпитването PT, група на флуида и др.).
Когато съоръженията под налягане се предоставят на пазара, те трябва да са придружени, доколкото е целесъобразно, с инструкции за ползвателя, съдържащи цялата необходима информация за безопасност относно:
- монтажа, включително сглобяването на отделните елементи на съоръжението под налягане
- пускането в действие
- употребата
- поддържането, включително извършването на проверки от ползвателя
- предупреждения за възможните опасности от неправилна употреба